# Корешница
Корешница (на македонска литературна норма: Корешница) е село в Северна Македония, в община Демир Капия.

## География
Селото е разположено на 2 km северно от град Демир Капия.

## История
Корешнишката джамия датира от 1663 година, изградена наново в 2005 година.
В XIX век Корешница е село в Тиквешка кааза на Османската империя. Според статистиката на Васил Кънчов („Македония. Етнография и статистика“) от 1900 г. Корешница е има 563 жители, от тях 530 българи мохамедани, 18 християни, а 15 са цигани.
След Междусъюзническата война в 1913 година селото попада в Сърбия.
На етническата си карта от 1927 година Леонард Шулце Йена показва Курешница (Kurešnica) като българо-мохамеданско (помашко) село.
Църквата „Свето Възнесение Господне“ е изградена в 1972 година, осветена в 1984 година и не е изписана.

## Личности
Родени в Корешница
- Даскал Камче (около 1790 – около 1848), български учител, книжовник, печатар и гравьор